# Baron Belstead
Baron Belstead, of Ipswich in the County of Suffolk, war ein erblicher britischer Adelstitel in der Peerage of the United Kingdom.

## Verleihung
Der Titel wurde am 27. Januar 1938 für den konservativen Politiker Sir John Ganzoni, 1. Baronet geschaffen. Diesem war bereits am 22. März 1929 in der Baronetage of the United Kingdom der fortan nachgeordnete Titel Baronet, of Ipswich in the County of Suffolk, verliehen worden.
Als sein Sohn, der 2. Baron, durch den House of Lords Act 1999 den mit dem erblichen Titel verbundenen Sitz im House of Lords verlor, wurde dieser am 17. November 1999 mit dem Titel Baron Ganzoni, of Ipswich in the County of Suffolk, zum Life Peer erhoben und behielt dadurch seinen Parlamentssitz. Alle seine Titel erlosch beim kinderlosen Tod des 2. Barons am 3. Dezember 2005.

## Liste der Barone Belstead (1938)
- John Ganzoni, 1. Baron Belstead (1882–1958)
- John Ganzoni, 2. Baron Belstead (1932–2005)